# 鳥取県信用農業協同組合連合会
鳥取県信用農業協同組合連合会（とっとりけんしんようのうぎょうきょうどうくみあいれんごうかい）は、鳥取県鳥取市に本所を置く、鳥取県内の農業協同組合（JA）の信用事業を統括する県域農協系金融機関であり、県内（JA）を会員とする。

## 概要
通称は「JA鳥取信連」。統一金融機関コードは3031。主に法人顧客を中心としており、個人取引は殆どない。
当連合会と信用事業を行う鳥取県内のJAを「JAバンク鳥取」と総称している。

## 沿革
- 1948年 - 設立。

## 店舗所在地
- 本所（813）/鳥取県鳥取市末広温泉町723 農協会館内